# Biblioteca Lenox (Massachusetts)
La biblioteca Lenox es una biblioteca sin fines de lucro situada en Lenox (Massachusetts), Estados Unidos.
La biblioteca fue fundada en 1856 y se trasladó a su actual sede, el antiguo palacio de justicia del condado de Berkshire, que fue construido en 1815-1816. En 1973, el edificio fue introducido en el Registro Nacional de Lugares Históricos y es uno de los nueve lugares de este tipo en Lenox.
La Asociación de la biblioteca pertenece al consorcio C/W MARS, que permite a los clientes solicitar libros y otros materiales de otras bibliotecas en todo el estado. La Asociación de la Biblioteca Lenox es también miembro del Sistema de Bibliotecas de Massachusetts, que es una colaboración apoyada por el Estado y proporciona liderazgo y servicios para fomentar la cooperación, la comunicación y el intercambio entre las bibliotecas miembros de todos los tipos.
En el año fiscal de 2008, la ciudad de Lenox gastó 1,56% ($ 241 452 dólares) de su presupuesto en la biblioteca pública. Unos $ 47 dólares por persona.